# Menesia ochreicollis
Menesia ochreicollis är en skalbaggsart som beskrevs av Stefan von Breuning 1954. Menesia ochreicollis ingår i släktet Menesia och familjen långhorningar. Inga underarter finns listade i Catalogue of Life.